# Ricardone
Ricardone (Diputado Natalio Ricardone) es una comuna del departamento San Lorenzo, en la provincia de Santa Fe (República Argentina).
Se encuentra
a 31 km al norte de Rosario,
a 153 km al sur de Santa Fe
a 339 km al noroeste de Buenos Aires y a 7.7 km al oeste de San Lorenzo,la ciudad más cercana a Ricardone.

## Límites
La población limita al norte con el arroyo San Lorenzo, al oeste con la ruta nacional 34, al este con las localidades de: San Lorenzo, Fray Luis Beltrán y Capitán Bermúdez, y al sur con Ibarlucea
Su avenida principal es el bulevar Cafferata (ruta nacional A012), comunicando con las rutas nacionales RN 11 (autopista Rosario-Santa Fe), RN 9 (autopista Rosario-Buenos Aires), RN 34, RN 33 y con la autopista Rosario-Córdoba.
Se encuentra a 5 km al oeste del río Paraná y a 15 km al norte del Aeropuerto Internacional Rosario Islas Malvinas (ex aeropuerto de Físherton).
Pertenece a una región cerealera, siendo paso obligado de transporte de granos: promedio de 5000 camiones/día hacia puerto o a las fábricas del mismo rubro, como la planta industrial Vicentín SAIC.

## Población
Cuenta con 2,703 habitantes (Indec, 2010), lo que representa un incremento del 74 % frente a los 1,653 habitantes (Indec, 2001) del censo anterior.
| Gráfica de evolución demográfica de Ricardone entre 1980 y 2010 |
|                                                                 |
| Fuente: Censos nacionales del INDEC                             |

## Historia del pueblo de Ricardone
Las tierras donde actualmente se encuentra el pueblo de Ricardone estaban habitadas por pueblos originarios calchaquíes.
- siglo XVIII: estas tierras entran en jurisdicción del Pago de los Arroyos.
- Las tierras pasan a personeros de la Corona española, quienes las venden a los sacerdotes jesuitas. Luego son adquiridas por terratenientes de Santa Fe. En la zona de Ricardone y de otras localidades vecinas, decenas de miles de hectáreas fueron compradas por Juan M. Ortiz.
- 1883: Juan M. Ortiz y su hermano Emilio Dionisio Ortiz fundan la Estancia Los Paraísos, que ocupa todo el departamento de San Lorenzo
- 1885: los hermanos fundan las colonias Los Paraísos y Ortiz.
- 1890:
  - 15 de febrero: los agricultores y los colonos de la Colonia Ortiz (en la estancia Los Paraísos) comienzan las gestiones para fundar el Pueblo Ortiz. El diputado provincial Natalio Ricardone logra la aprobación de la traza, aunque el propio diputado realizó las gestiones para que el nuevo pueblo llevase su nombre. Se crea la escritura con poder al escribano público José A. López, para que Carlos Villata, Santiago Gallaretto, Matías Benvenutti, Ángel Bevilacua y Bautista Colautti tracen un pueblo a denominarse Diputado Natalio Ricardone.[1]
  - 11 de marzo de 1890: el gobernador Gálvez decreta la aprobación de la traza del Pueblo Ricardone.

## Santo patrono
- San Juan Bautista. Festividad: 24 de junio

## Institutos educativos
- Escuela Agrotécnica n.º 383 Julio Maiztegui
- Escuela primaria n.º 220 San Juan Bautista Cabral
- Biblioteca pública y popular Los Paraísos
- Centro Cultural
- Jardín maternal Pedacito de Cielo
- Jardín de infantes nucleado n.º 315
- Jardín maternal Mimitos
- Instituto de inglés Blosson

## Entidades
- Club Atlético Independiente
- Club Casa Tenis Ricardone
- Agrupación Deportiva Ricardone
- Restaurante "Tres Soles"
- Farmacia Clari
- Farmacia Winkler
- Supermercado "El Chaquenito"
- Juventud Radical de Argentina
- Gimnasio "Urban Gym"
- Supermercado  "Autoservicio Chinos"
- Ricardone Padel
- RIZOMA Consultorios Interdisciplinarios - https://www.instagram.com/rizoma.consultorios.ricardone/

## Medios de Comunicación
- FM Ricardone 100.5 MHz -www.fmricardone.com.ar
- Canal 4 Regional -www.fibranet.com.ar

## Personalidades
- Luis Antonio Scozzina OFM (Franciscano) Obispo de la Diócesis de Orán (Salta)[2]